# El Tigre: las aventuras de Manny Rivera
El Tigre: las aventuras de Manny Rivera es una serie de animación estadounidense-mexicana producida por Nickelodeon y Nicktoons Network. El episodio piloto fue exhibido el 19 de enero de 2007 en la primera Cumbre de Nickelodeon Creative celebrada en San Juan, Puerto Rico como un regalo especial para los asistentes exclusivos de los años 1960 (La Cumbre fue dirigida por 4 empleados de la rama principal de Nickelodeon). Posteriormente el episodio piloto fue emitida al aire el 19 de febrero, debutando la serie en si el 3 de marzo de 2007. Además se estrenó en Canadá por el canal YTV el 4 de mayo de 2007. se estrenó el 19 de octubre de 2007 en Nickelodeon Latinoamérica.

## Creación de la serie
El Tigre fue creado por un equipo de marido y esposa llamados Jorge R. Gutiérrez y Sandra Equihua, junto con otros que fueron empleados para hacer la trama. La pareja hizo el proyecto de las experiencias que tenían cuando eran más jóvenes. Manny Rivera se basa en Jorge cuando era joven; muchas cosas conocidas de la serie se basaron en hechos reales o partes de la vida de Jorge. Su padre era un arquitecto (que fue visto como bueno) y su abuelo era un general en el ejército (que fue visto como el mal). Esa idea fue exagerada a la idea de súperhéroes y villanos. La Ciudad Milagro probablemente se haya inspirado en la ciudad fronteriza de Tijuana, Baja California en la que Jorge creció y Sandra nació.
La serie se destaca tras ser animada por medio de técnica de animación de Adobe Flash.

## Argumento
Manny Rivera es un chico mexicano de 13 años quien vive en Ciudad Milagro. Él tiene un cinturón mágico que le da superpoderes al girar su hebilla y lo convierte en «El Tigre». Sin embargo, él frecuentemente se pregunta si usar sus poderes para el bien como su heroico padre Rodolfo, quien también es el valiente superhéroe «White Pantera», o para cometer crímenes, como su abuelo, el villano y criminal «Puma Loco». Durante toda la serie, Manny se mantiene neutral en la guerra entre el bien y el mal, ayudando a veces a su padre, ayudando a veces a su abuelo y a veces ayudándose a sí mismo.

## Personajes
Principales
- Manny Rivera / El Tigre: El protagonista principal, un chico que está dividido entre convertirse en héroe o villano.

- Frida Suárez / La Tigresa: La protagonista principal, mejor amiga de Manny que es una estrella de rock.

- Rodolfo Rivera / White Pantera: El heroico padre de Manny que empuña sus Botas de Bronce de la Verdad.

- Granpapi Rivera / Puma Loco: El villano abuelo de Manny y padre de Rodolfo que empuña su Sombrero Dorado del Caos.

- María Rivera: La amorosa madre de Manny y exesposa de Rodolfo, que se preocupa mucho por su familia.

Villano/as
- Sartana de los Muertos: La supervillana más peligrosa, tortuosa y temida de Ciudad Milagro.

- Django de los Muertos: Nieto de Sartana, que aparece en The Good, The Bad y The Tigre, que tiene su propia guitarra mística, el cual le permite una parte del poder que empuña su abuela.

- Zoe Aves / Cuervo Negro: La némesis de Frida que se venga de ella y está enamorada de Manny.

- Carmelita Aves / Buitrila: Madre de Zoe y una vieja némesis de Rodolfo, que trabaja como profesora de arte en la escuela secundaria Leone.

- Grandmami Aves / Guajolota: Es una villana con temática de pavo, y al igual que su hija y su nieta, no dejará de lado una relación pasada con un Rivera, el abuelo.

- Diego Jr. / Dr. Chipotle Jr.: Un niño prodigio malvado que se especializa en experimentar con guacamole.

- Sergio / Señor Siniestro: Un estudiante de intercambio de Italia que se hace pasar por un vaquero robótico.

- El Oso: Un villano con temática de osos que suele robar en bancos.

- General Chapuza: El líder de los Calevera Zombies.

- Che Chapuza: Nieto del general Chapuza.

- Don Baffi: El jefe de la Mafia del Bigote.

- Camarada Caos: Un villano de origen ruso.

- Mano Negra: Un villano cuya cabeza está unida a un traje robótico.

- El Mal Verde: Un gigante descomunal que es capaz de tragarse héroes enteros.

- Titan de Titanio: El ex socio de Rodolfo el Pantera Blanca, que se dedica a la vida criminal.

Recurrentes
- Emiliano Suárez: Padre de Frida, quien es el jefe de policía que no le confía a Manny.

- Carmela Suárez: Madre de Frida, que es la jueza de Ciudad Milagro.

- Anita y Nikita Suárez: Las mandonas hermanas gemelas de Frida.

- Davi Roccco / Albino Burrito: El mayor fan de Manny, que quiere ser su compañero de equipo.

- Subdirector Chakal: El subdirector disciplinario que siempre arresta a Manny y Frida.

- Presidente municipal Rodríguez: El arrogante presidente del concejo municipal de Ciudad Milagro.

## Decisión del destino de El Tigre
El 25 de enero de 2008, Nickelodeon permitió a los espectadores que votaran sobre un final para decidir el destino de El Tigre en un episodio totalmente nuevo que se estrenó en el mismo día. El final elegido fue el héroe, en la que El Tigre derrotó a Django y Sartana.
Si Manny hubiera elegido hacer el mal, habría ayudado a Django y Sartana a conquistar el mundo, pero se volvió contra ellos lanzándolos al espacio para tomar el imperio para sí mismo y Frida, y gobernar el mundo en la vejez.

## Reparto
| Personaje                      | Actor original         | Actor de doblaje (Latinoamérica)                                  | Actor de doblaje (España) |
| ------------------------------ | ---------------------- | ----------------------------------------------------------------- | ------------------------- |
| Manny Rivera/El Tigre          | Alanna Ubach           | Alfredo Leal                                                      | Chelo Vivares             |
| Frida Suárez/La Tigressa       | Grey DeLisle           | Diana Pérez                                                       | Isacha Mengíbar           |
| Rodolfo Rivera/Pantera Blanca  | Eric Bauza             | Gustavo Carrillo                                                  | Héctor Garay              |
| Granpapi Rivera/Puma Loco      | Carlos Alazraqui       | Alfonso Mellado (1.ª voz)                                         | Luis Marín                |
| Granpapi Rivera/Puma Loco      | Carlos Alazraqui       | Miguel Ángel Ghigliazza (2.ª voz)                                 |                           |
| María Rivera/Plata Peligrosa   | April Stewart          | Rebeca Gómez                                                      | Yolanda Quesada           |
| Sartana de los Muertos         | Susan Silo             | Anabel Méndez                                                     | María Jesús Varona        |
| Srta. Carmelita Aves/Buitrila  | Grey DeLisle           | Gabriela Gómez                                                    |                           |
| Zoe Aves/Cuervo Negro          | Candi Milo             | Mayra Arellano                                                    | Nuria Pascual             |
| Zoe Aves/Cuervo Negro          | Candi Milo             | Norma Echevarría y Patricia Acevedo (un episodio - 2.ª temporada) |                           |
| Granmami Aves/Guajolota        | Carlos Alazraqui       | Patricia Acevedo                                                  |                           |
| General Chapuza                | John DiMaggio          | Ernesto Lezama                                                    | Jon Ciriano               |
| Che Chapuza                    | Grey DeLisle           | Irwin Daayán                                                      |                           |
| Che Chapuza                    | Grey DeLisle           | Miguel Ángel Leal (2.ª voz)                                       |                           |
| Django de los Muertos          | Danny Cooksey          | Miguel Ángel Leal                                                 | Nicholas Saunders         |
| Diego/Dr. Chipotle Jr.         | Richard Steven Horvitz | Irwin Daayán                                                      |                           |
| Toshiro/Cibersumo              | Eric Bauza             | Irwin Daayán                                                      |                           |
| Niño Cáctus                    | Eric Bauza             | Irwin Daayán                                                      |                           |
| Sergio/Señor Siniestro         | Jeff Bennett           | Armando Coria                                                     |                           |
| Dr. Chipotle Padre             | Richard Steven Horvitz | Armando Coria                                                     |                           |
| El Oso                         | John DiMaggio          | Ismael Castro                                                     | Eduardo Gutiérrez         |
| Titán de Titanio               | René Mujica            | ¿?                                                                |                           |
| Titán de Titanio               | René Mujica            | Pedro D'Aguillón Jr. (2.ª voz)                                    |                           |
| Carlitos/Gemelo Águila Dorada  | Candi Milo             | Miguel Ángel Leal                                                 |                           |
| Carla/Gemela Águila Dorada     |                        | Lupita Leal                                                       |                           |
| Presidente Municipal Rodríguez | John DiMaggio          | Pedro D'Aguillón Jr.                                              |                           |
| Séptimo Samurái                | George Takei           | Pedro D'Aguillón Jr.                                              | Juan Carlos Lozano        |

## Premios
| Premio                    | Categoría ganadora                                                                                             | Nota                     |
| ------------------------- | --- | ------------------------ |
| 35.os Premios Annie       | Mejor producción animada de televisión para niños Diseño de personajes en una producción animada de televisión | Ganó 2 de 4 nominaciones |
| 35th Premios Daytime Emmy | Logro Individual Sobresaliente                                                                                 | Fueron 4 los ganadores   |
| 36th Premios Daytime Emmy | Mejor Dirección en un programa animado                                                                         | [ 6 ]                    |